# اورشادی
اورشادی (به لاتین: Urshady) یک منطقهٔ مسکونی در روسیه است که در باشقیرستان واقع شده‌است.